# Satuba
Satuba este un oraș în statul Alagoas (AL) din Brazilia.